# 蔣昇 (北朝)
蔣昇（?—?），字凤起，中国西魏、北周天文家、占術家、官员，楚郡平河县（今安徽省怀远县西南）人。北魏南平王府从事中郎、趙興郡太守蒋儁之子。
蔣昇性情恬静，少年时喜好天文玄象之学。被宇文泰信任，常侍左右，以备顾问。大統三年（537年），東魏将軍竇泰進攻西魏，从風陵渡过黄河，駐軍潼关。宇文泰出师马牧泽。当时西南有黄紫气擁抱太陽。宇文泰问蒋昇有什么预兆，蒋昇回答：「西南未地，主土。土王四季，秦之分也。今大军既出，喜气下临，必有大庆」。宇文泰進軍交战，擒获竇泰。之後下河東，克弘农，取得沙苑之战的胜利。宇文泰于是更加礼遇蒋昇。
大統九年（543年）東魏北豫州刺史高仲密降西魏，宇文泰想要派兵援助。于是询问蒋昇，蒋昇回答：「春王在东，荧惑（火星）又在井（井宿）鬼（鬼宿）分，行軍非便」。宇文泰不听，派軍東向。邙山之战，战敗而还。太師贺拔胜大怒：“蒋升罪合万死”。宇文泰说蒋昇战前固谏师出不利，战敗是他自己的责任。
西魏恭帝元年（554年），以前後功績，蒋昇授车骑大将军、仪同三司，封高城县子。北周保定二年（562年），担任河東郡太守。后来入朝任太史中大夫。以年老请致事，周武帝同意。加定州刺史，在家中去世。

## 延伸阅读
[在维基数据编辑]
 《周書·卷47》，出自令狐德棻《周書》
 《北史·卷089》，出自李延壽《北史》